# Vahagn Khachaturyan
Vahagn Garniki Khachaturyan (armensk: Վահագն Գառնիկի Խաչատուրյան; født 22. april 1959 i Sisian, Armenske SSR, Sovjetunionen) er en armensk økonom og politiker, der har været Armeniens femte og nuværende præsident siden 2022.
Khachaturyan var borgmester i Jerevan fra 1992 til 1996 og minister for højteknologisk industri fra 2021 til 2022. Han tiltrådte som Armeniens præsident den 13. marts 2022.